# Barbie (película)
Barbie es una película estadounidense de comedia fantástica de 2023. También es descrita por algunos medios como una película de temática feminista. Esta dirigida por Greta Gerwig a partir de un guion que escribió con Noah Baumbach. Basada en Barbie, la línea de muñecas de moda de Mattel, es la primera película de acción en vivo de Barbie, luego de numerosas películas animadas por computadora, lanzadas directas a video y por transmisión televisiva. El filme está protagonizado por Margot Robbie como Barbie, y Ryan Gosling como Ken, y sigue a los dos en un viaje de autodescubrimiento tras una crisis existencial. 
La película también cuenta con un elenco que incluye a America Ferrera, Kate McKinnon, Michael Cera, Ariana Greenblatt, Simu Liu, Issa Rae, Rhea Perlman, Helen Mirren, Will Ferrell, Hari Nef y Dua Lipa.
Una cinta de acción real de Barbie fue anunciada en septiembre de 2009 por Universal Pictures, con Laurence Mark como productor. El desarrollo comenzó en abril de 2014, cuando Sony Pictures adquirió los derechos cinematográficos. Luego de múltiples cambios de escritora y directora, y del casting de Amy Schumer, que incluía a Anne Hathaway como Barbie, los derechos se transfirieron a Warner Bros. Pictures en octubre de 2018. Robbie fue elegida en 2019, y Gerwig fue anunciada como directora y coguionista con Baumbach en 2021. El resto del elenco se anunció a principios de 2022. La filmación se llevó a cabo principalmente en Leavesden Studios, en Inglaterra y en el Venice Beach Skatepark, en Los Ángeles, de marzo a julio de 2022.
Barbie se estrenó oficialmente en el Shrine Auditorium, en Los Ángeles, el 9 de julio de 2023, y fue estrenada en cines en los Estados Unidos, el 21 de julio de 2023 por Warner Bros. Pictures. Su lanzamiento simultáneo con Oppenheimer condujo al fenómeno denominado como «Barbenheimer» en las redes sociales, que alentó al público a ver ambas películas como una doble función.La película recibió críticas en gran medida positivas de los críticos.
Ha recaudado hasta el momento alrededor de 1447 millones de dólares en todo el mundo, convirtiéndose así en la película más taquillera de 2023, la más taquillera protagonizada y centrada en una mujer, la más taquillera dirigida por una mujer, la más taquillera producida por Warner Bros., y la decimocuarta película más taquillera de todos los tiempos. Ha recaudado hasta el momento alrededor de 1447 millones de dólares en todo el mundo, convirtiéndose en la película más taquillera de 2023. Además, es la película más taquillera dirigida por una mujer, la más taquillera producida por Warner Bros., y la decimocuarta más taquillera de todos los tiempos.

## Argumento
La Barbie estereotipada ("Barbie") y sus compañeras residen en Barbieland, una sociedad matriarcal poblada por diferentes versiones de Barbies, Kens y un grupo de modelos descatalogadas, que son tratadas como raras debido a sus rasgos poco convencionales. Mientras los Kens se pasan el día jugando en la playa, considerándola su profesión, las Barbies desempeñan trabajos de prestigio como médico, abogado y político. Beach Ken ("Ken") sólo es feliz cuando está con Barbie y busca una relación más estrecha, pero Barbie lo rechaza en favor de otras actividades y amistades femeninas.
Una noche, en una fiesta de baile, Barbie se siente repentinamente preocupada por la muerte. De la noche a la mañana, desarrolla mal aliento, celulitis y pies planos, lo que altera sus rutinas habituales al día siguiente. La Barbie rara, marginada debido a su desfiguración, le dice que debe encontrar a la niña que juega con ella en el mundo real para curar sus aflicciones. Ken viaja de polizón en su convertible para acompañarla, a lo que Barbie accede a regañadientes.
Al llegar a Venice Beach, Barbie golpea a un hombre por manosearla, lo que provoca su breve detención y la de Ken. Alarmado por su presencia, el director ejecutivo de Mattel ordena su recaptura. Barbie localiza a su dueña, una adolescente llamada Sasha, que la critica por fomentar unos cánones de belleza poco realistas. Desconsolada, Barbie descubre que Gloria, empleada de Mattel y madre de Sasha, catalizó sin querer su crisis existencial después de que Gloria empezara a jugar con los viejos juguetes de Barbie de Sasha en un estado similar. Mattel intenta meter a Barbie en una caja de juguetes para volver a fabricarla, pero ella escapa con la ayuda de Gloria y Sasha y las tres viajan a Barbieland con los ejecutivos de Mattel en su persecución.
Mientras tanto, Ken aprende sobre el sistema patriarcal y se siente respetado por primera vez. Sin embargo, Ken intenta poner en práctica sus ideales patriarcales en el mundo real, pero fracasa, por lo que decide regresar a Barbieland e iniciar allí un patriarcado desde cero. De vuelta en Barbieland, convence a los otros Kens para que tomen el mando, y las Barbies son adoctrinadas en papeles sumisos, como novias agradables, amas de casa y criadas. Barbie llega e intenta sin éxito convencer a Ken y a las demás Barbies de que vuelvan a ser como antes. Se deprime, pero Gloria pronuncia un discurso inspirador sobre las expectativas contradictorias que la sociedad tiene de las mujeres, lo que devuelve a Barbie la confianza en sí misma.
Con la ayuda de Sasha, Barbie la Rara, Allan y las muñecas descatalogadas, los discursos de Gloria desprograman a las Barbies de su adoctrinamiento. Las Barbies manipulan a los Kens para que se peleen entre ellos, distrayéndolos de la consagración de la superioridad masculina en la constitución de Barbieland, y las Barbies recuperan el poder. Tras haber experimentado en carne propia la opresión sistémica, las Barbies deciden rectificar los defectos de su sociedad anterior, haciendo hincapié en un mejor trato a los Kens y a todos los marginados.
Barbie y Ken se disculpan mutuamente, reconociendo sus errores. Ken se lamenta de no tener sentido sin Barbie, por lo que Barbie le anima a encontrar una identidad autónoma. Barbie, que sigue sin estar segura de su propia identidad, se encuentra con el espíritu de Ruth Handler, cofundadora de Mattel y creadora de la muñeca Barbie, quien le explica que la historia de Barbie no tiene un final fijo y que su historia, en constante evolución, supera sus raíces.
Barbie decide convertirse en humana y volver al mundo real, y es despedida por las Barbies, los Kens y los ejecutivos de Mattel. Algún tiempo después, Gloria, su marido y Sasha llevan a Barbie, que ahora se llama "Barbara Handler", a su primera cita con el ginecólogo.

## Reparto
- Margot Robbie como Barbie / Bárbara Handler[13]
- Ryan Gosling como Ken[14]
- Las diferentes variaciones de Barbie son interpretadas por:
  - Issa Rae como Barbie presidenta[15][16]
  - Kate McKinnon como Barbie rara[17]
  - Alexandra Shipp como Barbie escritora[18]
  - Emma Mackey como Barbie física[19]
  - Hari Nef como Barbie doctora[20]
  - Sharon Rooney como Barbie abogada[21]
  - Ana Cruz Kayne como Barbie jueza[21]
  - Ritu Arya como Barbie periodista[21]
  - Dua Lipa como Barbie sirena[21]
  - Nicola Coughlan como Barbie diplomática
  - Mette Narrative como Barbie Video
  - Lucy Boynton como Proust Barbie
  - Marisa Abela como Barbie Teen Talk
- Las diferentes variaciones de Ken son interpretadas por:
  - Simu Liu como Ken rival[22][23]
  - Kingsley Ben-Adir[21] como Ken baloncestista
  - Ncuti Gatwa[21] como Ken artista
  - Scott Evans[21] como Ken estereotípico
  - John Cena como Ken tritón
  - Rob Brydon como Ken Sugar Daddy
  - Tom Stourton como Ken Earring Magic
- America Ferrera como Gloria, una empleada de Mattel, que ayuda a Barbie en el mundo real[24]
- Ariana Greenblatt como Sasha, la hija de Gloria[25]
- Rhea Perlman[21] como Ruth Handler, la creadora de Barbie
- Helen Mirren como la narradora
- Will Ferrell como el director ejecutivo de Mattel[26]
- Michael Cera como Allan[27]
- Connor Swindells como trabajador de Mattel[21]
- Jamie Demetriou como el director financiero de Mattel[21]
- Emerald Fennell como Midge[21]
- Ann Roth como una anciana[28]
- Asim Chaudhry como Empleado de almacén Mattel
- Ray Fearon como Dan en el FBI
- Erica Ford como Skipper
- Hannah Khalique-Brown como "Growing Up" Skipper
- Annie Mumolo como Mamá ansiedad
- Lauren Holt como Mamá tiempo
- Ryan Piers Williams como El Esposo de Gloria

## Reparto y doblaje
| Actor original | Personaje | Actor de voz España  | Actor de voz México |
| -------------- | --------- | -------------------- | ------------------- |
| Margot Robbie  | Barbie    | Rosa María Hernández | Mireya Mendoza      |

## Producción

### Desarrollo

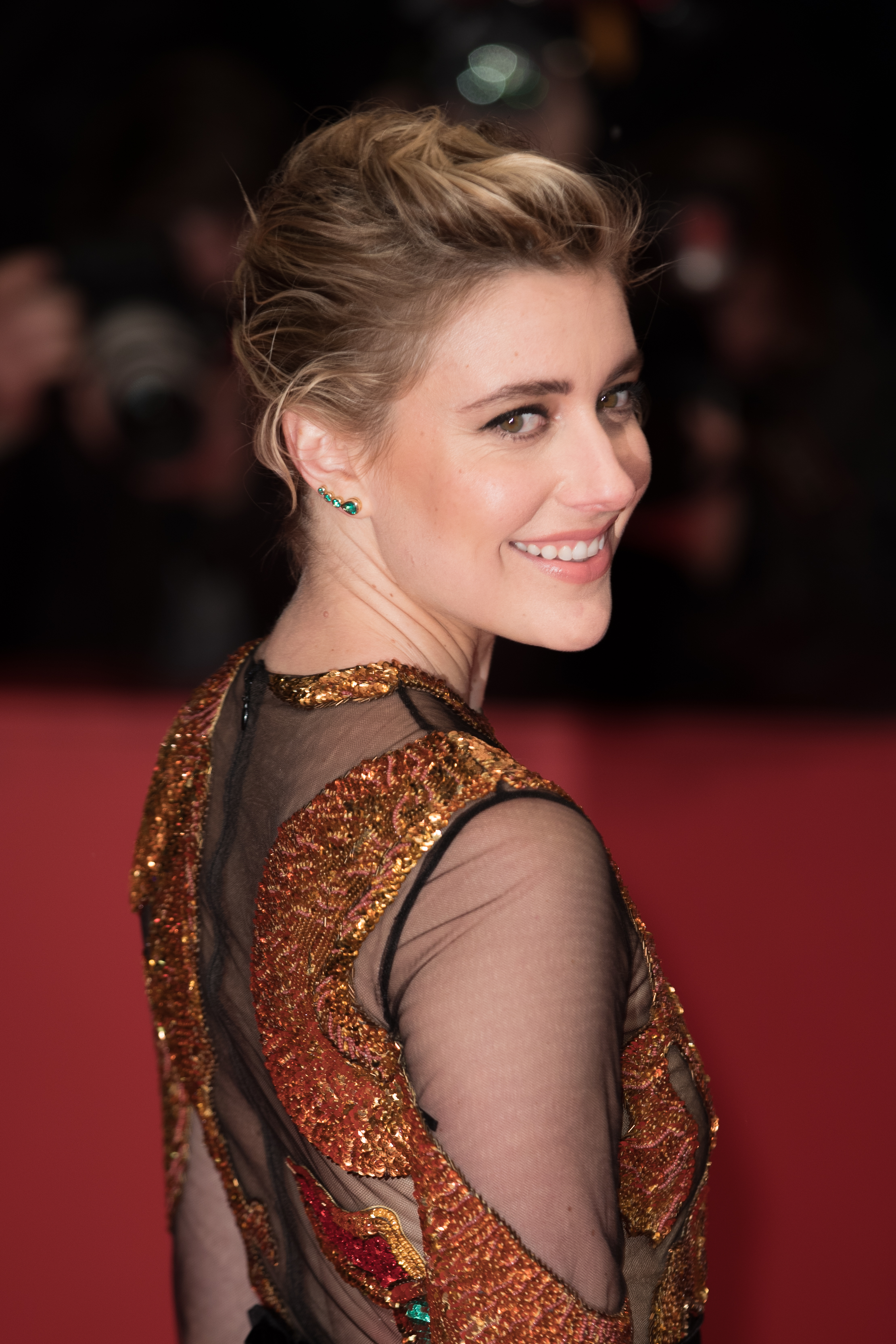
Greta Gerwig consiguió el puesto de directora en 2021 y, tras un desarrollo infernal de nueve años, logró llevar a término Barbie.

Barbie estuvo atrapada en un infierno de producción por nueve años, pasando por una variedad de productores, guionistas y actrices antes de tener un equipo definitivo que la llevara a cabo.
El desarrollo de una película basada en la línea de juguetes Barbie comenzó en septiembre de 2009, cuando Mattel anunció que había firmado un acuerdo con Universal Pictures para desarrollar el proyecto, con Laurence Mark como productor. Mark aseguró que el siguiente paso era encontrar a los guionistas adecuados para escribir una historia apta para toda la familia y que no existían limitaciones en cuanto a posibilidades narrativas, ya que la muñeca contaba con más de 120 trabajos para elegir. Mattel designó a Richard Dickson, gerente general de la franquicia, y a Rob Hudnut, vicepresidente de su división de entretenimiento, como productores ejecutivos. Dickson reconoció que la marca no siempre estuvo preparada para una live-action pero que este sería el siguiente paso lógico, al considerar que en la última década Barbie evolucionó de un simple juguete a una propiedad intelectual compleja con «una trayectoria comprobada de entretenimiento en el hogar, ha habido espectáculos en vivo, sinfonías en vivo y otras formas no tradicionales de entretenimiento». A pesar de la planificación, el proyecto no progresó. En abril de 2014, Mattel cerró un trato con Sony Pictures para producir el largometraje junto con Parkes+MacDonald Image Nation, asociación de Laurie MacDonald y Walter F. Parkes; la presidenta de Sony Amy Pascal y su jefa de producción Hannah Minghella supervisaron las negociaciones. Rápidamente contrataron a Jenny Bicks como guionista cuando propuso la premisa de un cuento de hadas contemporáneo donde la muñeca utilizaría sus habilidades personales y profesionales para mejorar la vida de la gente, al estilo de Mary Poppins. Según Minghella, el concepto abrió un «universo de posibilidades» y capturó la esencia de la popularidad intergeneracional de la franquicia. El estudio tenía planeado comenzar el rodaje a finales de año.
A principios de 2015, Pascal se convirtió en productora de la obra y contrató a Diablo Cody para que escribiera un nuevo libreto a partir de la idea de Bicks, y estableciera un tono «legítimamente contemporáneo» a través del estilo poco convencional visto en sus cintas Juno (2007) y Jennifer's Body (2009). Sin embargo, el estudio no quedó satisfecho con la propuesta y decidió virar a una estrategia diferente: a fin de año, encargó tres borradores individuales a Lindsey Beer, Bert V. Royal y Hillary Winston. En una entrevista para GQ en 2023, Cody explicó que abandonó el proyecto debido a la presión para desarrollar una historia con la idiosincrasia de estas películas y la falta de libertad creativa para trabajar el concepto de una «Anti-Barbie». De acuerdo con ella, en aquel momento no existía un espacio cultural adecuado para tomar la imagen altamente femenina del personaje y llevarla a la gran pantalla; «Si buscas "Barbie" en TikTok encontrarás esta maravillosa subcultura que celebra lo femenino, pero en 2014, tomar esta muñeca blanca, rubia y delgada y volverla una heroína era una tarea difícil». En diciembre de 2016, el estudio escogió a la comediante Amy Schumer para que interpretara a Barbie, y para que también modificara el guion de Winston con la ayuda de su hermana, Kim Caramele. Apenas cuatro meses después, la comediante abandonó el proyecto debido a conflictos con el cronograma de rodaje, que comenzaría en junio de 2017. En 2022, Schumer reveló durante una entrevista con The Hollywood Reporter que renunció al papel por diferencias creativas. En su versión, la muñeca era una ambiciosa inventora expulsada de Barbieland por una creación polémica, y la productora pidió que esta fuera un par de «tacones hechos de gelatina». Un año más tarde, se refirió a la situación una vez más y aclaró que el libreto con el que debía trabajar no era lo suficientemente feminista ni interesante.
En julio de 2017, Anne Hathaway entró en negociaciones para el papel principal. Con la esperanza de captar a la actriz, Sony le ofreció el puesto de directora a Alethea Jones y contrató a Olivia Milch para que escribiera un nuevo guion; en esta historia, Barbie es expulsada de Barbieland por no ser lo suficientemente perfecta y se embarca en una aventura al mundo real para salvarse a sí misma y a su hogar. Hathaway y Jones se unieron al proyecto oficialmente en enero de 2018 y la fecha de estreno se reprogramó para agosto de 2020. Sin embargo, el vencimiento del acuerdo entre Mattel y Sony y la transferencia de derechos a Warner Bros. Pictures en octubre resultó en la partida de Hathaway, Jones, Macdonald, Parkes y Pascal. El nuevo estudio comenzó a negociar con Margot Robbie para que protagonizara y produjera el largometraje con su compañía LuckyChap Entertainment, y consideró brevemente a Patty Jenkins para el puesto de directora. En enero de 2019, el estudio cerró el trato con la actriz para que protagonizara la película y la produjera junto con Tom Ackerley y Josey McNamara de LuckyChap y David Heyman de Heyday Films. También se unieron al equipo Ynon Kreiz, director ejecutivo de Mattel, y Robbie Brenner, cabeza de la división de producción cinematográfica Mattel Films; la obra sería el primer proyecto de la división desde su reconfiguración en 2016, así como la primera colaboración entre Mattel y Warner Bros. Robbie estaba más interesada en trabajar con la propiedad intelectual de la franquicia que en tomar el papel de la muñeca; «Esto va a sonar estúpido, pero la verdad ni siquiera pensé en interpretar a Barbie hasta años después de desarrollar el proyecto». Aunque no tenía un concepto específico en mente, el equipo de LuckyChap quería honrar el legado de sesenta años de la marca a la vez que abordaban su imagen negativa ya que consideró que sus detractores activos eran un problema real que había que abordar. Kreiz quedó impresionado por este enfoque.

### Rodaje y escenografía

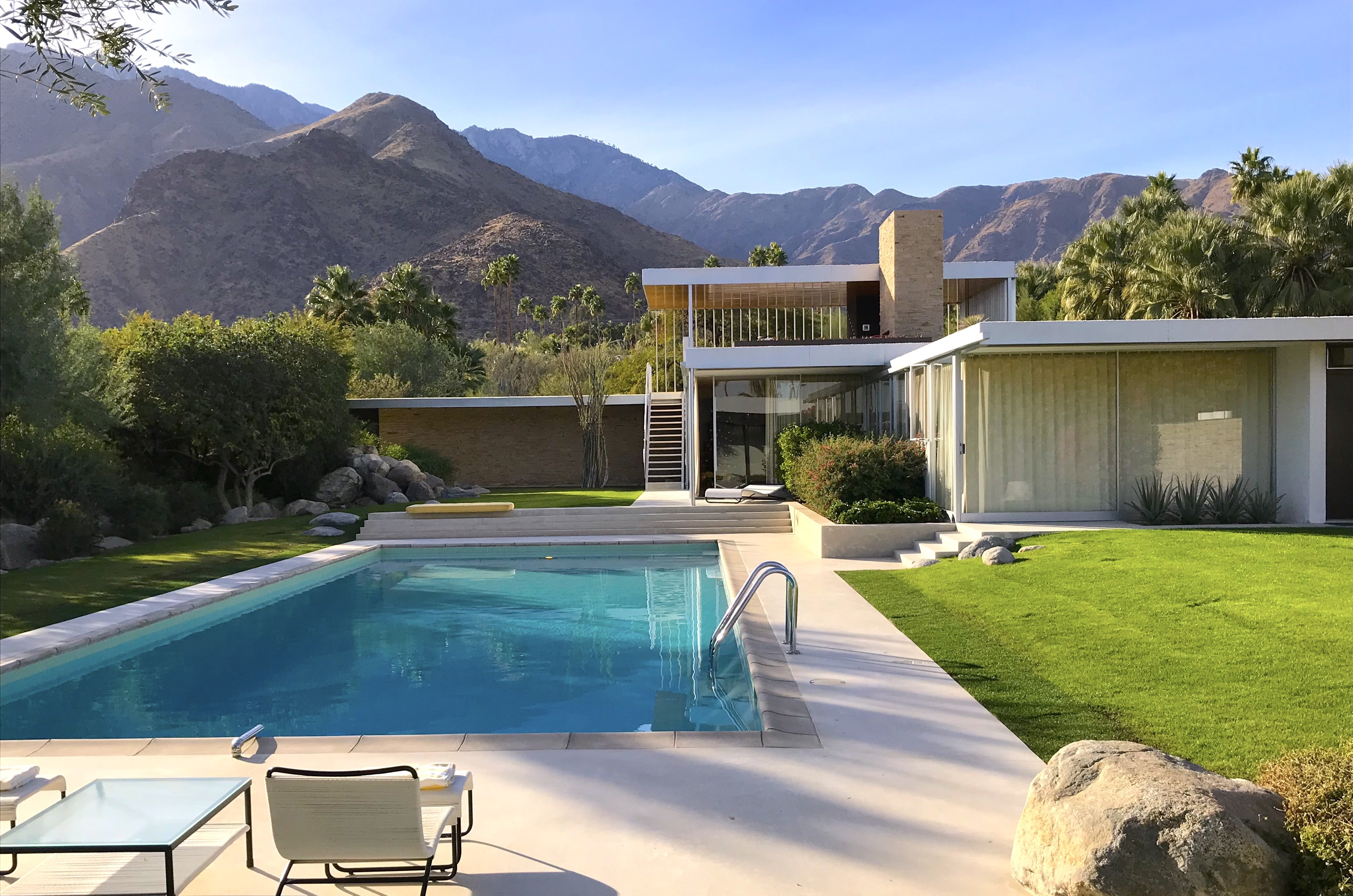
Kaufmann Desert House diseñada por el arquitecto Richard Neutra en Palm Springs, California, fue inspiración para utilizar escenarios similares en el filme.

El director de fotografía Rodrigo Prieto estuvo a cargo de la filmación, que duró desde el 22 de marzo hasta el 15 de julio de 2022 en las instalaciones de Leavesden Studios en Hertfordshire (Inglaterra). Las regrabaciones se llevaron a cabo en abril de 2023 en Los Ángeles (California). La producción se llevó a cabo mayormente en sets en vez de locaciones; un lugar notable fue el parque de patinaje en Venice (Los Ángeles). Una vez que comenzó, LuckyChap organizó proyecciones semanales para el equipo en las salas del Electric Cinema en Londres de largometrajes que influyeron en Barbie.
El cine clásico de Hollywood representó una fuente de inspiración muy importante para el desarrollo del proyecto. Comedias como His Girl Friday (1940), The Philadelphia Story (1940), Twentieth Century (1934) y Modern Times (1936) influyeron en su humor, ritmo y caracterización de personaje, mientras que The Ladies Man (1961) y Madame de... (1953), en el trabajo de cámara. La directora se inspiró en los números surreales de Singin' In The Rain (1952) y Oklahoma! (1955) para su propia secuencia de ballet soñado. También mencionó a Grease (1978) y Saturday Night Fever (1977) como referencias musicales, pero destacó un mayor parentesco con la segunda al describirla como «una película guiada por la música, pero sin ser un musical». Gerwig quería crear una sensación de «artificialidad auténtica» y se comunicó con Peter Weir, el director de The Truman Show (1998), para entender cómo ejecutar una obra que se viera «tan artificial como hermosa al mismo tiempo». El ingenio y el surrealismo de la escenografía para los musicales tecnicolor grabados en escenarios sonoros, como The Wizard of Oz (1939), The Red Shoes (1948) y Les Parapluies de Cherbourg (1964) ayudaron a establecer esta sensibilidad. La búsqueda de lo «táctil, porque los juguetes son, sobre todo, cosas que tocas», llevó al equipo a realizar los escenarios y utilería a través de efectos prácticos, construcciones físicas y fondos pintados a mano en lugar de imágenes generadas por computadora para emular las técnicas de estos largometrajes. De acuerdo con la directora, la tangibilidad del artificio y la ilusión que ofrecían estas técnicas eran ideas a las que siempre recurrían. En una entrevista con Architectural Digest, profundizó:

«Como inventaron a Barbie en 1959, sentimos que podíamos anclar todo en el estilo de esos musicales de platós sonoros —Gene Kelly, Vincente Minnelli. Ese tipo de espacios maravillosamente falsos, pero emocionalmente artificiales. Una cosa que esos musicales hacían muy bien era esos hermosos cielos artificiales. Hay cierto surrealismo en la gradación del color. (...) Quiero que todos sientan que pueden acercarse a la pantalla y tocar todo. Emocionalmente, que recuerden estar parados en Toys "R" Us, mirando Barbies con la lámina de plástico encima y queriendo abrirla y desarmar todo y tocar todo».

El equipo tuvo numerosas reuniones sobre el color rosa para discutir comportamiento con el entorno. La diseñadora de producción Sarah Greenwood, la decoradora Katie Spender y la vestuarista Jacqueline Durran pautaron las convenciones de uso del color con Prieto al inicio de la producción. Reconocieron que la iluminación de los sets fue especialmente desafiante ya que, como resultado de la ausencia de colores naturales y la complejidad del esquema monocromático, la escenografía y el atrezo reflejarían una luz que alteraría la apariencia de los actores. La directora no quería que la mentalidad adulta se interpusiera en el diseño y convenció al equipo de escoger tonos saturados y brillantes en lugar de «salmones», porque mantener la sensibilidad infantil era esencial para contar la historia; «Nada en esta película debería sentirse como un adulto que le dice una niña pequeña: "No hables muy fuerte. No mastiques con la boca abierta"». Luego de examinar más de una centena de matices, definieron una paleta de diez tonos diferentes, cada uno nombrado y diferenciado durante la construcción de escenarios, la confección de vestuarios y la fabricación de utilería; Greedwood señaló que el rosa se convirtió en la «tesis» del proyecto y Spencer lo denominó «un color enorme». El rosa más pálido reemplazó al blanco en la paleta. El trabajo del cineasta español Pedro Almodóvar en Mujeres al borde de un ataque de nervios (1988) y del francés Jacques Demy en Les Demoiselles de Rochefort (1967) y Model Shop (1969) sirvieron como referencias para usar y dividir el color en capas. Prieto desarrolló una plantilla cromática especial para manejar los diferentes matices, que bautizó como «Techni-Barbie». La producción requirió tanto rosa que agotó las reservas globales del pigmento de la empresa proveedora Rosco.
Greenwood y Spencer diseñaron el vecindario de DreamHouses —o «Casas Soñadas»— y el resto de estructuras para Barbie inspiradas por la arquitectura moderna de mediados de siglo XX que se encuentra en Palm Springs, como la Kaufmann Desert House de Richard Neutra, y en la fotografía de Slim Aarons. También estudiaron verdaderos modelos de Casas de juguetes para ajustar las proporciones. Finalmente, las edificaron en Leavesden; el hogar de la protagonista es una casa fucsia de tres pisos fuertemente inspirada por los diseños de Neutra, con un tobogán que conduce a la piscina. El dormitorio cuenta un armario que muestra los conjuntos de la muñeca en vitrinas con forma de cajas de juguetes. Gerwig quería capturar «lo ridículamente divertido» de diferentes modelos de Casas y mencionó que algunas influencias fueron Pee-wee's Big Adventure (1985), las pinturas de Wayne Thiebaud, y el departamento de Gene Kelly en An American in Paris (1951). El equipo diseñó tanto las casas como el icónico Chevrolet Corvette del personaje para que fueran 23% más pequeños en comparación a la escala humana, lo cual aseguró el aspecto de juguete para la ambientación y consiguió que los actores parecieran grandes en el espacio pero pequeños en general. Además, tuvieron que utilizar cables para estar seguros en los niveles superiores porque las construcciones no contaban con paredes, al estar diseñadas para un mundo sin la necesidad de privacidad. El equipo de Spencer se dedicó a fabricar y pintar la mayor parte de la utilería para Barbie y se enfocó en transmitir la esencia icónica de los juguetes y accesorios de Mattel.

### Diseño de vestuario
De acuerdo con Durran, quien colaboró anteriormente con Gerwig en Little Women, el vestuario para Barbie desempeñó un papel fundamental en el viaje de autodescubrimiento de la protagonista y se utilizó para manifestar sus conflictos internos. La clave para diseñar el armario del personaje estaba en entender la intención detrás de cada atuendo, ya que la muñeca se viste acorde a la tarea o actividad que deba realizar. La diseñadora tuvo que emplear un enfoque diferente para este proyecto debido a que la motivación del personaje no era interna, sino que dependía de su entorno; la indumentaria debía cambiar y adaptarse a los eventos en Barbieland. La ambientación playera de la película también ayudó a determinar la estética. Durran utilizó a la Malibú Barbie (1971) como punto de partida, pero en lugar de limitarse a esta referencia, también se inspiró en la moda de 1950 y 1960, particularmente en la actriz Brigitte Bardot —el «ideal de muñeca de playa». Definió un esquema de quince combinaciones cromáticas basadas en la estética de la Riviera Francesa a principio de los 60 que describió como «vibrantes tríos de perfectos pasteles veraniegos; lavanda, azul brillante, azul claro; verde, naranja, beige; verde, naranja, beige; naranja, azul, rosa; dos rosas y un amarillo», entre otros. El equipo tuvo que seguir el esquema de forma rigurosa para responder a la demanda de cambios de vestuario del guion y conseguir el entorno controlado que buscaba la directora. Por otro lado, el rosa también fue un color importante pero la diseñadora no permitió que dominara la paleta por completo. Destacó que las Barbies ofrecen una visión muy útil sobre las diferentes propuestas de feminidad, «qué significa, a quién le pertenece y a quien está dirigida», y canalizó estas ideas al darle a cada personaje «una apariencia que reflejara la máxima apariencia Barbie» según su rol en el mundo.
Con solo once semanas para producir la indumentaria, el equipo siguió trabajando incluso cuando el rodaje había comenzado. Gracias a esto, Gosling tuvo la oportunidad de sugerir ropa interior personalizada para su personaje, un detalle que se volvió viral durante la campaña publicitaria. Durran definió un estilo colorido y deportivo inspirado en la moda de 1980 para los atuendos de Ken, pero limitó sus armario para así reforzar su dependencia de la protagonista; «A nadie le importa Ken, todos quieren jugar con Barbie. Combina con Barbie y cambia también pero tiene muchas menos opciones para vestir». Si bien la diseñadora se encargó de confeccionar la mayoría del vestuario para la película con su equipo, también ordenó piezas de los archivos de Chanel. La casa de modas mostró interés por apoyar y participar en el proyecto; Chanel se dispuso a modificar cualquier prenda que fuera adecuada pero que no cumpliera con los requerimientos de talla y color. Kim Culmone, directora de diseño de fashion dolls en Mattel, proveyó archivos históricos de los atuendos de la muñeca para que lograran la apariencia de juguete a la perfección.

## Música

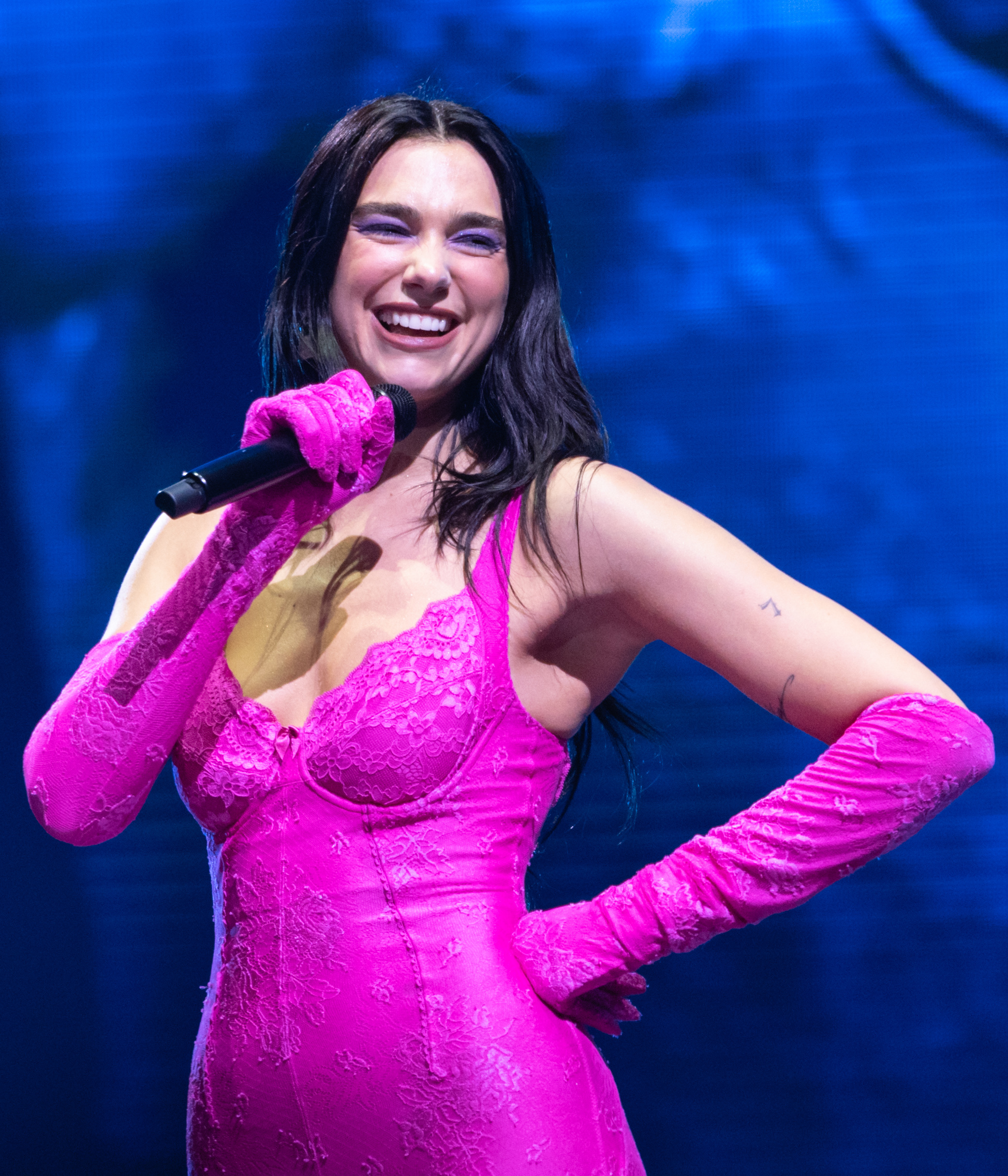
Además de interpretar a Barbie Sirena, Dua Lipa colaboró en la banda sonora con «Dance the Night».

El 25 de mayo de 2023, Atlantic Records anunció que Barbie: The Album estaría disponible el día del estreno y además reveló la lista de artistas invitados; Ava Max, Dominic Fike, Gayle, Haim, Khalid, Lizzo, Tame Impala, The Kid Laroi y Ryan Gosling fueron algunos de los intérpretes revelados ese día, mientras que Billie Eilish y Sam Smith anunciaron su participación en julio. El álbum contó con ocho sencillos que Atlantic lanzó paulatinamente desde el 26 de mayo hasta el 21 de julio; «Dance the Night» de Dua Lipa, «Watati» de Karol G, «Angel» de PinkPantheress, «Barbie World» de Nicki Minaj y Ice Spice, «Speed Drive» de Charli XCX, «Barbie Dreams» de Fifty Fifty y Kaliii, «What Was I Made For?» de Billie, y «Man I Am» de Smith. El 10 de julio, Warner Bros. compartió un fragmento de Ryan Gosling cantando «I'm Just Ken».
En un principio, Alexandre Desplat aceptó la tarea de componer la música para Barbie tras haber trabajado con Greta Gerwig en Little Women (2019), pero Mark Ronson lo reemplazó como productor ejecutivo de la banda sonora junto con Andrew Wyatt al final. A lo largo de un año, el productor estuvo encargado de componer una banda sonora que fuera a juego con la visión de la directora. La producción comenzó cuando Gerwig envió a Ronson un catálogo musical que ayudaría a determinar el tono y la voz del proyecto, con canciones de Xanadu (1980) y Andrea True Connection. A partir de esto, los colaboradores prepararon una lista de reproducción con los artistas deseados e incluyeron, por ejemplo, a Minaj por su título autoproclamado de Barbie, y a Charli por su estética hyperpop hiperfemenina. El sonido general que establecieron fue un equilibrio entre poder femenino irónico e himnos pop acompañados por una sinceridad nostálgica que, de acuerdo con Ronson, se yuxtapusieron de manera orgánica. Durante la concepción del álbum, el productor se inspiró en el ascenso y la caída de la música disco, donde encontró una similitud con las respuestas negativa que recibió la muñeca; «Ves a los Bee Gees tan abatidos y piensas, "Espera, ¿por qué todos nos odian tanto?" Lo cual es un paralelismo muy fuerte a Barbie». En palabras de la directora, el disco se sintió como un punto de referencia perfecto para la cinta ya que este género supone «que la gente quiere bailar y pasar un buen rato».
Las primeras dos canciones que el equipo necesitó fueron un número pop dramático para una escena de baile intensa y una power ballad ochentera para el personaje de Gosling; la primera resultó en «Dance the Night» y la segunda, en «I'm Just Ken». La canción de Lipa se convirtió en el «himno de Barbie» durante su producción al ser la primera canción en llegar al estudio, incluso antes de tener lista su letra; en palabras de Margot Robbie, los ensayos de coreografía fueron los primeros momentos donde los miembros del elenco pudieron vincularse. Ronson grabó una maqueta de la canción para Ken a partir de la línea «I'm just Ken, anywhere else I'd be a 10» y se la mandó a la directora y al protagonista, quien se sintió profundamente conmovido al escucharla. Luego de terminar la letra, el productor viajó a Londres (Reino Unido) para grabar la voz con Gosling y quedó impresionado y satisfecho con el desempeño del actor. En abril de 2022, el representante de la banda danesa Aqua había declarado que «Barbie Girl» (1997) no aparecería en la película. K.J. Yossman de Variety especuló que esto se debía a las malas relaciones entre Mattel y MCA Records, distribuidora estadounidense de la banda, que se vieron envueltos en una serie de conflictos legales por la canción desde su lanzamiento hasta 2002. Sin embargo, Gerwig y Robbie tenían en mente incluir la canción junto con una referencia en el guion. Ronson pensó que Ice Spice sería la candidata perfecta para darle un giro emocionante a la canción y se contactó con su productor, RiotUSA, para que la transformara en una pista drill. Una vez que terminaron las grabaciones con la rapera, invitaron a Minaj para que colaborara en «Barbie World».
Durante la etapa de montaje, Gerwig y Ronson mostraron escenas a los artistas invitados para que pudieran visualizar sus canciones dentro de la narrativa a la hora de componerlas; la música se convirtió en un recurso para potenciar la experiencia de la audiencia ya que las letras reflejan lo que sucede en pantalla, además de agregar una nueva capa de humor. La directora pensó en Lipa para la banda sonora por su habilidad para escribir una canción disco divertida pero trágica. Charli decidió musicalizar la escena de persecución inspirada en la «conexión intrínseca entre conducir y [escuchar] música y sentir que eres una estrella en el auto», una temática que exploró en su álbum Crash (2022). Billie compuso la mayor parte de su balada existencial en colaboración con su hermano FINNEAS un día después de haber visto el metraje. La cantante también dirigió su vídeo musical por sí misma y la consideró una canción muy íntima.

## Lanzamiento

### Publicidad
La extensa y prolífica campaña publicitaria para Barbie incorporó una amplia variedad de tácticas corporativas, desde promoción comercial hasta mercadotecnia viral, y recibió atención por cuenta propia como un fenómeno independiente. Eleanor Steafel de The Telegraph opinó que no solo la campaña, sino que la película misma apuntaba a reposicionar la imagen de la franquicia en la mente de los millennials que interactuaron con ella en su infancia y de la Generación Z que la está descubriendo a través de las redes sociales, en lugar de dirigirse a niñas pequeñas. De acuerdo con Alex Wilson, director ejecutivo de Amplify, la genialidad de la campaña yace en el concepto inicial que Margot Robbie tuvo cuando comenzó a producir la cinta —ejecutar una obra cinematográfica tanto para amantes de Barbie como para sus opositores. Wilson señaló que este tipo de estrategia se estaba convirtiendo en tendencia en la industria cinematográfica y que cada vez serían más comunes las producciones basadas en grandes propiedades intelectuales. Declaró: «Han tomado el ADN de lo que hizo tan exitoso a este juguete y lo pusieron en la mercadotecnia, llevándola a los videojuegos, a Architectural Digest, a comida, moda, diseño de interior, todo». El experto en marcas Matthew Quint remarcó que la naturaleza icónica y objetual del juguete impulsó la publicidad y la liberó de la frivolidad con la que el público suele ver la comercialización de productos. Wenlei Ma de The Guardian la describió como «una fiesta de baile rosa, brillante y existencial» y Saskia O'Donoghue de Euronews Culture felicitó al equipo de difusión por trabajar «más duro que el diablo».
Durante su panel en la CinemaCon (Las Vegas) en abril de 2022, Warner Bros. presentó la primera imagen publicitaria de la película tomada por Jaap Buitendijk. Liberada al público el 27 de abril, la imagen mostraba a Robbie como Barbie, luciendo un estilo sesentero con un halter a rayas azules y blancas y una vincha punteada a juego, y sentada al volante de su icónico Chevrolet Corvette rosado de 1956. Shane Romanchick de Collider elogió su aspecto y sostuvo que «nació para interpretar este rol. Luce exactamente como una muñeca Barbie que cobró vida —es casi inquietante». Rachel Labonte de Screen Rant compartió esta opinión, comentando que la fotografía «cementó» a la actriz en el papel, mientras que Anthony Lund de MovieWeb consideró que fue el punto culminante de la CinemaCon. El 15 de junio, Warner Bros. compartió una segunda imagen en línea, esta vez mostrando a Ryan Gosling como Ken; el actor aparecía con el cabello platinado, la piel bronceada, vestido de denim y revelando ropa interior inspirada en Calvin Klein. A pesar de notar similitudes entre su aspecto y papeles anteriores, Stuart Heritage de The Guardian afirmó que existía la posibilidad de que este fuera el rol definitorio de Gosling. En cambio, Jason Frank de Vulture destacó la ropa interior «marca Ken» y bromeó sobre la coincidencia del lanzamiento de la imagen con el Mes del Orgullo. A finales de noviembre en São Paulo (Brasil), Mattel montó un puesto dedicado a Barbie en la CCXP 2022 donde los asistentes podían interactuar con réplicas de la utilería del largometraje, como el auto convertible, un tobogán rosado y una sombrilla enorme.

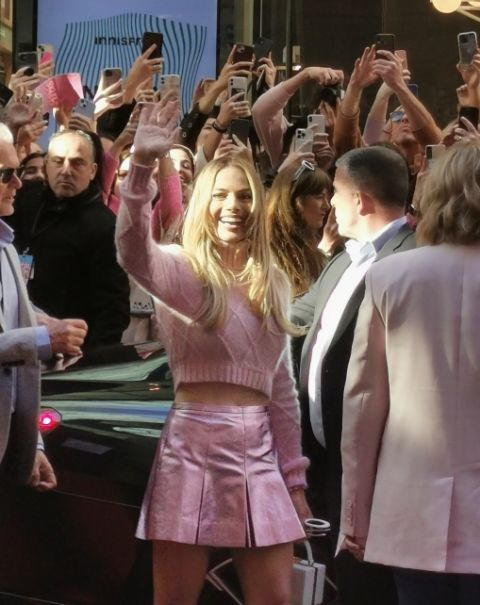
Margot Robbie en la premiere de la película en Sidney.

El primer avance del largometraje debutó durante las exhibiciones tempranas de Avatar: The Way of Water en diciembre de 2022. Se trataba de un homenaje a la secuencia inicial de 2001: A Space Odyssey (1968) conocida como «El amanecer del hombre»; Robbie aparece vestida con el atuendo de la primera Barbie, tomando el lugar del monolito extraterreste, y rodeada por niñas pequeñas que reemplazan a los simios en la secuencia. La actriz Helen Mirren narra la influencia y el impacto que el ícono que tuvo sobre la industria de los juguetes. El estudio lo liberó al público el 16 de diciembre junto con un afiche teatral. Larisha Paul de Rolling Stone aplaudió la referencia a 2001 y los colores vibrantes del adelanto, y señaló la vaga información que ofreció sobre la trama; «Uno tiene que preguntarse cuándo, o mejor aún, cómo se va a estremecer todo». El 4 de abril de 2023, las cuentas de redes sociales de Barbie compartieron veinticuatro afiches de diferentes Barbies y Kens cada uno acompañado por una breve descripción; cada muñeca se presentaba con una profesión única, mientras que todos los Kens solo eran diferentes vesiones del personaje. Ben Travis de Empire remarcó: «Quizás hayas pensado que la fiebre del Multiverso estaría limitada generalmente a películas de historitas y ganadores del Óscar poco probables [Everything Everywhere All at Once] . Pero (...) parece que la película de Barbie de Greta Gerwig también va a inundar la pantalla con variantes, esta vez de las muñecas de plástico Barbie y Ken». Luego de liberar un filtro de Instagram para que los usuarios replicaran la gráfica de los afiches, Warner Bros. reveló el segundo avance. Musicalizado con «Fun, Fun, Fun» (1964) de The Beach Boys, el corto presentó a la gran variedad de Barbies y Kens, que se saludaban unos a otros en una ambientación veraniega. Maham Javaid de The Washington Post distinguió que el adelanto «visualmente contundente» y «polisémico» cautivaría múltiples sectores demográficos por su humor, paleta cromática y el atractivo intergeneracional de la muñeca. Particularmente, una escena que mostraba un acercamiento a los pies de Robbie agitó las redes sociales. En la toma, el personaje da unos pasos en unos tacones altos antes de descalzarse sin que sus pies pierdan la forma arqueada del zapato.

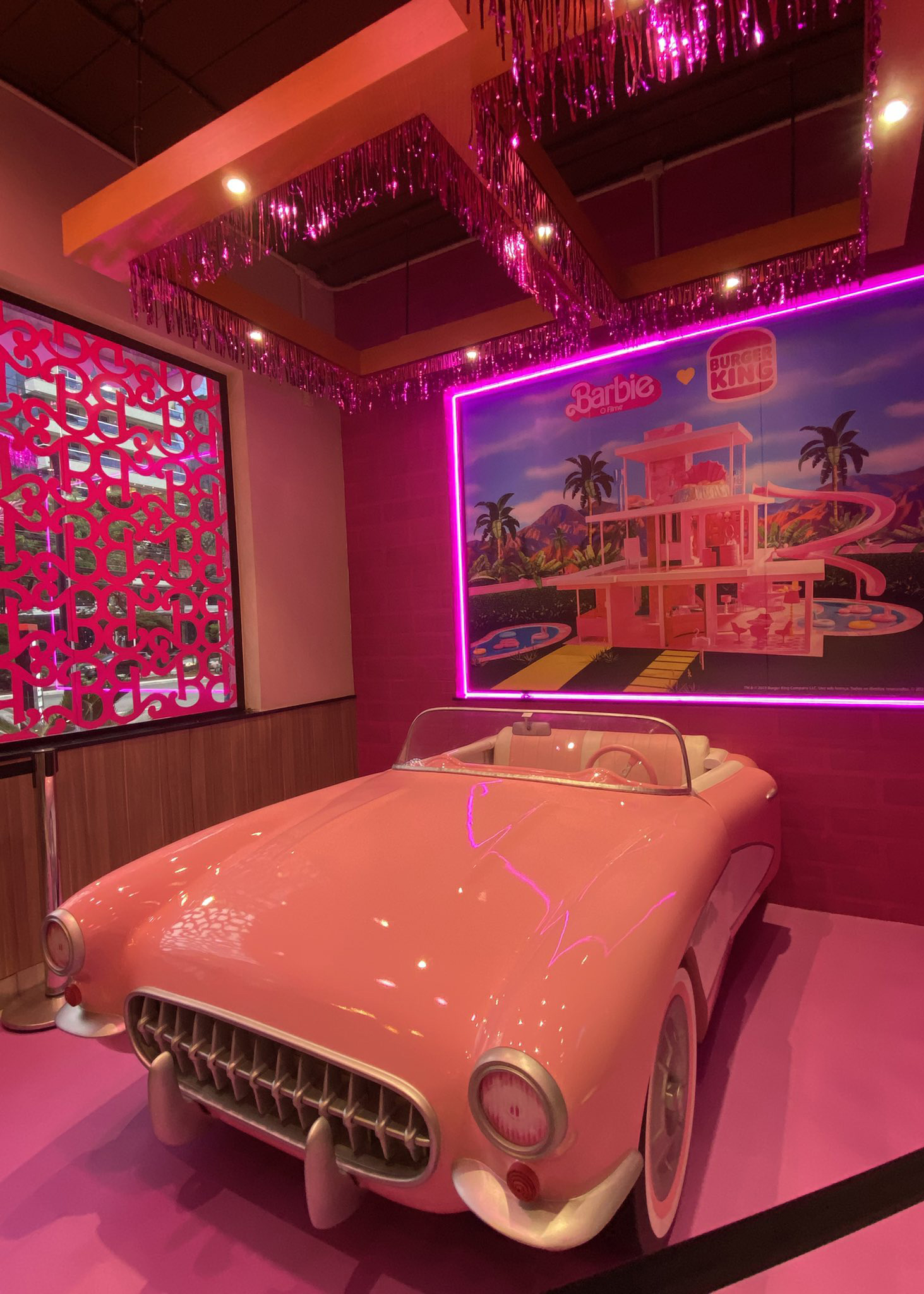
Réplica del Chevrolet Corvette rosado de Barbie expuesto en un Burger King en São Paulo (Brasil).

El 25 de abril, miembros del elenco y del equipo de producción hicieron una aparición en la CinemaCon 2023 donde estrenaron clips exclusivos de la cinta. El estudio estrenó el avance principal de Barbie exactamente un mes después, a través del cual se revelaron detalles del argumento; en un mundo perfecto donde las muñecas viven felices en su ignorancia, la protagonista se dirige al mundo real para encontrar el sentido de la vida luego de tener una crisis de identidad. Los críticos destacaron el tono existencial de la historia contrastado contra la música animada. Travis comentó que este avance ofreció mucho para discutir, lo describió como «visualmente impecable» y especuló sobre las nominaciones a premios que recibiría por su producción y diseño de vestuario. El 3 de julio, publicaron el primer fragmento de la obra. En el clip, Ken visita el hospital para inspeccionar una lesión y discute sobre los riesgos de su trabajo en la playa. Gosling recibió elogios por su interpretación y presentación de «Kenergía». Entre junio y julio, Warner Bros. liberó diferentes comerciales para televisión de treinta segundos con más detalles sobre la historia.
En los meses previos al estreno, Mattel participó en múltiples asociaciones y colaboraciones promocionales con diferentes marcas entre las cuales estuvieron GAP, Forever 21, ALDO, Primark, Hot Topic, Spirit Halloween, Bloomingdale's, Chi Haircare, Ulta Beauty, Xbox, Krispy Kreme, Burger King, Google, entre otras. La compañía lanzó una línea de muñecas basadas en la película, específicamente en los personajes de Robbie, Gosling, Simu Liu, America Ferrera e Issa Rae, a través de las cuales revelaron algunos vestuarios de la protagonista. Warner Bros. Discovery y Mattel colaboraron con la organización humanitaria Save the Children para emprender una campaña de empoderamiento destinado a niñas alrededor del mundo que comenzó el 30 de junio; las iniciativas incluyeron la promoción reality competitivo titulado Barbie Dreamhouse Challenge y transmitido por HGTV, colaboraciones marcarias y la subasta de dos entradas para el preestreno internacional de Barbie en California y dos más para su equivalente europeo en Reino Unido. Luego de estar inhabilitada por casi cuatro años, Airbnb volvió a abrir las puertas de la Malibu DreamHouse con Ken como anfitrión. La compañía ofreció dos estadías de una noche en el chalet rosado el 21 y el 22 de julio para coincidir con el estreno de Barbie. A principios de ese mes, Scott Evans y Alexandra Shipp, dos actores queer del elenco, asistieron al desfile del orgullo organizado en West Hollywood acompañados de una carroza temática. A finales de junio, un afiche francés de Barbie se volvió viral por incluir la línea «Elle peut tout faire. Lui, c'est juste Ken», que literalmente se traduce como «Ella puede hacer todo. Él solo es Ken». Sin embargo, ken es la jerga verlan para «follar» en el idioma, mientras que c'est («él es») es un homófono para sait («él sabe cómo»), implicando que la línea podría leerse como «Ella puede hacer todo. Él solo sabe cómo follar». Analistas de publicidad franceses concluyeron que el chiste fue creativamente deliberado, ya que el término es muy común en la población, pero Warner Bros. decidió no confirmar ni negar la intención.

### Estreno
El elenco se embarcó en una gira de prensa global durante la cual estrenaron y presentaron fragmentos de la película en ciudades seleccionadas; pasaría por Toronto (Canadá), Sídney (Australia), Seúl (Corea del Sur), Ciudad de México (México), Los Ángeles (California), Londres (Inglaterra), Berlín (Alemania) y Nueva York (Nueva York). La anunciaron el 24 de junio en Los Ángeles cuando participaron de una photocall con la directora en el hotel Four Seasons. Cuatro días después, Gosling y Liu visitaron el histórico edificio 600 King Street West para la alfombra rosada de Toronto y determinaron que «hay un gran pozo de Kenergía» en el país. Gerwig, Robbie, Ferrera y Rae llegaron a Sídney el 29 de junio y visitaron las instalaciones del club de natación Bondi Icebergs y Pitt Street Mall. Al día siguiente, Vogue organizó una fiesta para las celebridades en el Museo de Arte Contemporánea. La primera proyección de Barbie fue en el centro comercial Times Square en el distrito Yeongdeungpo (Seúl) el 2 de julio, mientras que una conferencia de prensa con la directora, la protagonista y Ferrera se llevó a cabo en el Four Seasons de Jongno al día siguiente. El 6, Robbie, Gosling y Ferrera asistieron a la alfombra en el Toreo Parque Central a las afueras de Ciudad de México y presentaron los primeros veintiséis minutos de la cinta. La promoción continuó al día siguiente cuando los actores hicieron una aparición en el Four Seasons para la conferencia.
El preestreno internacional de Barbie tuvo lugar en el emblemático auditorio The Shrine en Los Ángeles el 9 de julio. La mayor parte del equipo detrás de la película estuvo presente en el evento, desde el elenco principal y la directora hasta los artistas invitados en la banda sonora. Una ausencia notable fue la del coescritor Noah Baumbach, en apoyo a la huelga del Sindicato de Guionistas de Estados Unidos de 2023; Gerwig respaldó su decisión y sostuvo que «nada en Barbie hubiera sucedido sin él, y nada en Hollywood sucede sin escritores». Una situación similar ocurrió tres días después durante el preestreno europeo en las salas del Cineworld en Leicester Square (Londres). Como no llegó a un acuerdo mediante las negociaciones con los estudios, el Sindicato de Actores de Estados Unidos anunció que organizaría una votación por el cese de trabajo al día siguiente; Robbie, Gosling, Liu y Emerald Fennell expresaron su apoyo y confirmaron que se unirían a los reclamos. El 13 de julio, el sindicato votó a favor de la huelga y, como resultado, el elenco no asisitió a los eventos faltantes. Los preestrenos programados se realizaron de todos modos en la Potsdamer Platz (Berlín) y el Fulton Market Building (Nueva York) el 15 y el 18 de julio, respectivamente.
La prensa aplaudió a Robbie por su compromiso durante la gira y rendirle homenaje al personaje vistiendo reproducciones de algunos de sus atuendos, y destacó aquel inspirado en la Barbie Solo in the Spotlight (1960) que vistió en la alfombra de Los Ángeles. Daniel Roseberry diseñó el strapless negro de lentejuelas para la casa Schiaparelli, e implementó un volante dramático adornado con una única rosa roja; la actriz lo complementó con guantes de ópera negros, una gargantilla de diamantes y aretes a juego, sandalias de charol y una bufanda de muselina rosa. Su decisión de ir de negro la hizo sobresalir; en contraste, Gosling se encargó de lucir el icónico rosa y vistió un traje de Gucci que combinó con una camisa de un tono más oscuro y brogues blancos. Robbie vistió reproducciones inspiradas en las Barbies Original (1959) por Hervé Léger, Day To Night (1985) por Versace, Totally Hair (1992) por Emilio Pucci, Enchanted Evening (1960) por Vivienne Westwood, entre otras.
A lo largo de su extenso desarrollo, la película tuvo diferentes fechas tentativas para su lanzamiento: el 12 de mayo de 2017, el 2 de junio de 2017, el 29 de junio de 2018, el 8 de agosto de 2018, y el 8 de mayo de 2020. Finalmente, su estreno en los cines estadounidenses fue el 21 de julio de 2023, fecha que correspondía originalmente al lanzamiento de Coyote vs. Acme, mientras que determinados territorios escogieron otras fechas según sus cronogramas de cartelera.
| País | Fecha de estreno                                     |
| --- | ---------------------------------------------------- |
| Estados Unidos | 9 de julio de 2023 (Los Ángeles) 21 de julio de 2023 |
| Reino Unido | 12 de julio de 2023 (Londres) 21 de julio de 2023    |
| Bélgica Corea del Sur Egipto Filipinas Francia Indonesia Marruecos Países Bajos República Checa | 19 de julio de 2023                                  |
| Argentina Alemania Australia Bolivia Brasil Camboya Chile Colombia Dinamarca Ecuador Eslovaquia España Grecia Hong Kong Hungría Islandia Israel Italia Kazajistán México Perú Serbia Singapur Tailandia Taiwán Ucrania Venezuela | 20 de julio de 2023                                  |

| País | Fecha de estreno     |
| --- | -------------------- |
| Bangladés Canadá China Estonia Finlandia India Irlanda Lituania Mongolia Noruega Polonia Suecia Turquía | 21 de julio de 2023  |
| Japón                                                                                                   | 11 de agosto de 2023 |
| Emiratos Árabes Unidos Kuwait                                                                           | 31 de agosto de 2023 |

### Controversia de la línea de los nueve puntos
El 3 de julio de 2023, Vi Kiến Thành, jefe del Departamento de Cinematografía de Vietnam, anunció que la Junta Nacional de Evaluación y Clasificación de Películas había cancelado el estreno de Barbie por contener una imagen ofensiva de la línea de los nueve puntos. El periódico Tiền Phong informó que la línea en cuestión aparece múltiples veces en la película y la publicación estatal Vietnam Plus declaró que su inclusión «distorsiona la verdad, viola la ley en general y viola la soberanía del territorio vietnamita en particular». El periodista Trịnh Hữu Long afirmó que tanto el gobierno como el pueblo de la nación celebrarían la censura porque «el sentimiento anti-China llega hasta lo profundo de la cultura política del país». Por otro lado, la investigadora Rui Zhong sostuvo que ni Barbie ni su censura afectarían la geopolítica de ninguna nación; Michael Caster del grupo Article 19 compartió esta idea, y agregó que, si bien los mapas y las fronteras cargan con heridas históricas, la prohibición de material artístico no permite entablar una discusión sobre las implicaciones y rara vez buscan justicia histórica. El profesor Peter Zinoman de la Universidad de California en Berkeley explicó que el trazado legitima los reclamos del gobierno chino, mientras que «para los vietnamitas, simboliza un acto descarado de intimidación imperialista». Huệ-Tâm Hồ Tài, de la Universidad de Harvard, sostuvo que los productores de la película estaban listos para aceptar la visión de China continental con la esperanza de que su mercado la convirtiera en un taquillazo. Para el profesor de la Universidad de Nueva York Kevin Li «prohibir [Barbie] era una obviedad». El estreno en el país estaba previsto para el 21 de julio.
Cuando las noticias sobre esta censura llegaron a las Filipinas, el senador Francis Tolentino, vicepresidente del Comité Senatorial de Relaciones Exteriores, y el senador Jinggoy Estrada pidieron la prohibición de Barbie por denigrar la soberanía filipina. Por su parte, la senadora opositora Risa Hontiveros sugirió que, en vez de eso, añadieran un aviso legal en la obra, y se rio de la cuestión al decir que «la película es ficción, al igual que la línea de nueve puntos». El senador Robin Padilla, presidente del Comité Senatorial de Información Pública y Medios de Comunicación, sostuvo que los productores debían editar y eliminar las imágenes referidas al conflicto o se arriesgarían a la censura total. El 11 de julio, la Junta de Clasificación y Revisión de Películas y Televisión del país aprobó la exhibición de Barbie pero solicitó al estudio que desenfocara el mapa para evitar futuras malinterpretaciones. La junta encontró que la línea en la cinta no tenía forma de U ni nueve puntos, sino ocho. Tolentino expresó su desilusión ante el fallo por haberse anunciado en la víspera del séptimo aniversario del dictamen que anulaba el reclamo territorial de China, aprobado el 12 de julio de 2016.
La línea en cuestión fue trazada por la República Popular China a lo largo del mar de la China Meridional sobre territorios reclamados por Vietnam, Filipinas, Taiwán, Malasia y Brunéi. Otros largometrajes, como Abominable (2019) y Uncharted (2022), también han sido censurados en estos países por razones similares. De acuerdo con Jonah Valdez de Los Angeles Times, el mapa que aparece en Barbie parece haber sido «dibujado con crayones por una niña», y según Vinay Menon de Toronto Star, es tan caricaturesco que nadie lo consideraría una obra cartográfica fidedigna. El 6 de julio, Warner Bros. emitió un comunicado explicando que la imagen reflejaba una visión infantil del mundo y que las controversiales líneas en realidad marcaban parte del viaje que llevó a Barbie desde Barbielandia hasta el mundo real. Añadió que el mapa no pretendía hacer ningún tipo de declaración política. Donald R. Rothwell de The Interpreter criticó esta respuesta diciendo que la «credibilidad caricaturesca» que le dieron a la línea «confirmará el éxito de la incesante búsqueda de legitimidad» del Partido Comunista de China.

## Recepción

### Prelanzamiento
Desde el inicio de su campaña publicitaria en diciembre de 2022, Barbie se convirtió en una de películas más esperadas del 2023. Una encuesta que realizó Fandango informó que era la segunda comedia live-action más esperada —detrás de Magic Mike’s Last Dance— y la protagonización de Margot Robbie, la quinta interpretación más anticipada, mientras que IMDb la colocó en el primer lugar de su lista de lanzamientos más esperados del año. Medios como Time, Vanity Fair, TheWrap, MovieWeb, The Hollywood Reporter, Harper's Bazaar, Screen Rant, Collider y Rolling Stone la incluyeron en listas similares. En 2023, Barbie recibió los galardones al Mejor Avance en los Golden Trailer Awards, y a la Película Más Anticipada en los Mideason Films Awards de la Asociación de Críticos de Hollywood. Tras su preestreno en Los Ángeles (California), la película recibió sus primeros elogios por parte de la crítica, que la describió como «divertida, ostentosa y muy inteligente» y predijo nominaciones a los Premios Óscar en las categorías de diseño de producción, vestuario y mejor actor para Ryan Gosling.
Las primeras predicciones sobre la recepción comercial de Barbie sostenían que su estreno doméstico recaudaría más que el de su competencia Oppenheimer, un blockbuster distribuido por Universal Pictures y lanzado el mismo día. De acuerdo con los analistas, la película de Warner Bros. Pictures estaba encaminada a superar la taquilla inicial de The Little Mermaid (2023), que debutó con 95 500 000 USD. A mitad de junio de 2023, esperaban que su primer fin de semana recaudase entre 45 y 50 millones, arriba de los 30–35 de su competencia. De acuerdo con Erin Johnson de Deadline, esto tenía sentido si se consideraban los públicos objetivos de cada una; mientras que Barbie apuntaba a una audiencia intergeneracional, Oppenheimer estaba limitada a mayores de 18 años. La cifra creció a lo largo del mes y llegó a los 93 000 000 luego de su preestreno. A pocos días de su estreno, especulaban que su taquilla doméstica de estreno recaudaría 95–125 millones de dólares aunque el estudio prefirió mantener la predicción en 75 000 000.

### Crítica
En el sitio web agregador de reseñas Rotten Tomatoes, el 88 % de las 471 reseñas de los críticos son positivas, con una calificación promedio de 7.9/10. El consenso del sitio web indica: «Barbie es una comedia visualmente deslumbrante cuyo metahumor se complementa inteligentemente con una narración subversiva». Metacritic, que utiliza una media ponderada, asignó una puntuación de 80 sobre 100 basada en 67 críticas, lo que indica «reseñas generalmente favorables».
Peter Bradshaw en The Guardian otorgó a Barbie una clasificación con 3 de 5 estrellas, y la describió como «afable pero cohibida» y «quizás una publicidad gigante de dos horas para un producto». Destacó la actuación de Gosling como el acaparador de escenas. El crítico Peter Debruge de Variety también elogió el humor que contiene y el desempeño de Gosling, pero concluyó que la película es «una experiencia intelectual, no emocional, basada en gran medida en la nostalgia de la audiencia». En el componente Vulture de la revista New York, Alison Willmore elogió las actuaciones principales, en particular la de Robbie, a quien caracterizó como "tan capaz para una seriedad desgarradora como para el humor, y que a veces lograba ambas cosas a la vez sin esfuerzo", pero lamentó las temáticas de la película, opinando que "en última instancia, no quiere hacer mucho más que hablar en círculos sobre estos temas". En una nota similar, Stephanie Zacharek de la revista Time elogió las actuaciones principales y los aspectos técnicos, pero criticó la naturaleza "autoconsciente" de la película, especialmente después de la primera media hora, y concluyó que es una película feminista "solo en la forma más dispersa" y que no es "subversiva". Camilla Long del periódico The Times elogió la interpretación de Ken por parte de Gosling como "hilarante", pero escribió que "Al tratar de estar cómicamente por delante de la curva del sexismo, [la película] terminó sintiéndose sexista en sí misma". Long también criticó la política de la película por ser "totalmente incoherente". Kyle Smith del periódico The Wall Street Journal proporcionó una reseña negativa de la película y dijo que "a pesar de lo burbujeante que parece la película, su guion es como un seminario de estudios de mujeres más-gruñón-que-el-promedio", ejemplificado por el "largo monólogo del personaje de la empleada de Mattel sobre lo miserable que es ser mujer".

### Premios y nominaciones
| Premio                                                           | Fecha                    | Categoría                                                                        | Nominados                                                                                 | Resultado     | Ref.    |
| ---------------------------------------------------------------- | ------------------------ | -------------------------------------------------------------------------------- | ----------------------------------------------------------------------------------------- | ------------- | ------- |
| American Film Institute Awards                                   | 7 de diciembre de 2023   | Las 10 mejores películas del año                                                 | Barbie                                                                                    | Ganadora      | [ 242 ] |
| Astra Film and Creative Awards                                   | 6 de enero de 2024       | Mejor película                                                                   | Barbie                                                                                    | Ganadora      | [ 243 ] |
| Astra Film and Creative Awards                                   | 6 de enero de 2024       | Mejor director                                                                   | Greta Gerwig                                                                              | Nominada      | [ 243 ] |
| Astra Film and Creative Awards                                   | 6 de enero de 2024       | Mejor guion original                                                             | Greta Gerwig y Noah Baumbach                                                              | Ganadora      | [ 243 ] |
| Astra Film and Creative Awards                                   | 6 de enero de 2024       | Mejor actriz                                                                     | Margot Robbie                                                                             | Ganadora      | [ 243 ] |
| Astra Film and Creative Awards                                   | 6 de enero de 2024       | Mejor actriz de reparto                                                          | America Ferrera                                                                           | Nominada      | [ 243 ] |
| Astra Film and Creative Awards                                   | 6 de enero de 2024       | Mejor actor de reparto                                                           | Ryan Gosling                                                                              | Ganador       | [ 243 ] |
| Astra Film and Creative Awards                                   | 6 de enero de 2024       | Mejor reparto                                                                    | Barbie                                                                                    | Nominada      | [ 243 ] |
| Astra Film and Creative Awards                                   | 26 de febrero de 2024    | Best Casting Director                                                            | Allison Jones y Lucy Bevan                                                                | Ganadoras     | [ 243 ] |
| Astra Film and Creative Awards                                   | 26 de febrero de 2024    | Mejor diseño de vestuario                                                        | Jacqueline Durran                                                                         | Nominada      | [ 243 ] |
| Astra Film and Creative Awards                                   | 26 de febrero de 2024    | Mejor diseño de producción                                                       | Sarah Greenwood y Katie Spencer                                                           | Ganadoras     | [ 243 ] |
| Astra Film and Creative Awards                                   | 26 de febrero de 2024    | Mejor peinado y maquillaje                                                       | Ivana Primorac                                                                            | Nominada      | [ 243 ] |
| Astra Film and Creative Awards                                   | 26 de febrero de 2024    | Mejor canción original                                                           | "Dance the Night" by Mark Ronson, Andrew Wyatt, Dua Lipa y Caroline Ailin                 | Nominada      | [ 243 ] |
| Astra Film and Creative Awards                                   | 26 de febrero de 2024    | Mejor canción original                                                           | "I'm Just Ken" by Mark Ronson y Andrew Wyatt                                              | Ganadora      | [ 243 ] |
| Astra Film and Creative Awards                                   | 26 de febrero de 2024    | Mejor canción original                                                           | "What Was I Made For?" by Billie Eilish y Finneas O'Connell                               | Nominada      | [ 243 ] |
| Astra Film and Creative Awards                                   | 26 de febrero de 2024    | Mejor Campaña Publicitaria                                                       | Barbie                                                                                    | Ganadora      | [ 243 ] |
| Billboard Music Awards                                           | 19 de noviembre de 2023  | Mejor banda sonora                                                               | barbie: The Album                                                                         | Ganador       | [ 244 ] |
| Premios de las Asociación de Críticos de Cine de Boston          | 10 de diciembre de 2023  | Mejor actor de reparto                                                           | Ryan Gosling                                                                              | Ganador       | [ 245 ] |
| Celebration of Cinema & Television                               | 4 de diciembre de 2023   | Premio innovador                                                                 | America Ferrera                                                                           | Ganadora      | [ 246 ] |
| Premios de la Asociación de Críticos de Cine de Chicago          | 12 de diciembre de 2023  | Mejor película                                                                   | Barbie                                                                                    | Nominada      | [ 247 ] |
| Premios de la Asociación de Críticos de Cine de Chicago          | 12 de diciembre de 2023  | Mejor director                                                                   | Greta Gerwig                                                                              | Nominada      | [ 247 ] |
| Premios de la Asociación de Críticos de Cine de Chicago          | 12 de diciembre de 2023  | Mejor guion original                                                             | Greta Gerwig & Noah Baumbach                                                              | Nominados     | [ 247 ] |
| Premios de la Asociación de Críticos de Cine de Chicago          | 12 de diciembre de 2023  | Mejor actriz                                                                     | Margot Robbie                                                                             | Nominada      | [ 247 ] |
| Premios de la Asociación de Críticos de Cine de Chicago          | 12 de diciembre de 2023  | Mejor actor de reparto                                                           | Ryan Gosling                                                                              | Nominado      | [ 247 ] |
| Premios de la Asociación de Críticos de Cine de Chicago          | 12 de diciembre de 2023  | Mejor banda sonora original                                                      | Mark Ronson & Andrew Wyatt                                                                | Nominados     | [ 247 ] |
| Premios de la Asociación de Críticos de Cine de Chicago          | 12 de diciembre de 2023  | Mejor diseño de vestuario                                                        | Jacqueline Durran                                                                         | Nominada      | [ 247 ] |
| Premios de la Asociación de Críticos de Cine de Chicago          | 12 de diciembre de 2023  | Mejor dirección de arte/diseño de producción                                     | Barbie                                                                                    | Ganadora      | [ 247 ] |
| Premios de la Asociación de Críticos de Cine de Chicago          | 12 de diciembre de 2023  | Mejor uso de efectos visuales                                                    | Barbie                                                                                    | Nominada      | [ 247 ] |
| Premios de la Crítica Cinematográfica                            | 13 de enero de 2024      | Mejor película                                                                   | Barbie                                                                                    | Nominada      | [ 248 ] |
| Premios de la Crítica Cinematográfica                            | 13 de enero de 2024      | Mejor director                                                                   | Greta Gerwig                                                                              | Nominada      | [ 248 ] |
| Premios de la Crítica Cinematográfica                            | 13 de enero de 2024      | Mejor actriz                                                                     | Margot Robbie                                                                             | Nominada      | [ 248 ] |
| Premios de la Crítica Cinematográfica                            | 13 de enero de 2024      | Mejor actor de reparto                                                           | Ryan Gosling                                                                              | Nominado      | [ 248 ] |
| Premios de la Crítica Cinematográfica                            | 13 de enero de 2024      | Mejor actriz de reparto                                                          | America Ferrera                                                                           | Nominada      | [ 248 ] |
| Premios de la Crítica Cinematográfica                            | 13 de enero de 2024      | Mejor intérprete joven                                                           | Ariana Greenblatt                                                                         | Nominada      | [ 248 ] |
| Premios de la Crítica Cinematográfica                            | 13 de enero de 2024      | Mejor reparto                                                                    | Barbie                                                                                    | Nominada      | [ 248 ] |
| Premios de la Crítica Cinematográfica                            | 13 de enero de 2024      | Mejor guion original                                                             | Greta Gerwig & Noah Baumbach                                                              | Ganadores     | [ 248 ] |
| Premios de la Crítica Cinematográfica                            | 13 de enero de 2024      | Mejor fotografía                                                                 | Rodrigo Prieto                                                                            | Nominado      | [ 248 ] |
| Premios de la Crítica Cinematográfica                            | 13 de enero de 2024      | Mejor montaje                                                                    | Nick Houy                                                                                 | Nominado      | [ 248 ] |
| Premios de la Crítica Cinematográfica                            | 13 de enero de 2024      | Mejor diseño de vestuario                                                        | Jacqueline Durran                                                                         | Ganadora      | [ 248 ] |
| Premios de la Crítica Cinematográfica                            | 13 de enero de 2024      | Mejor diseño de producción                                                       | Sarah Greenwood y Katie Spencer                                                           | Ganadoras     | [ 248 ] |
| Premios de la Crítica Cinematográfica                            | 13 de enero de 2024      | Mejor banda sonora                                                               | Mark Ronson & Andrew Wyatt                                                                | Nominados     | [ 248 ] |
| Premios de la Crítica Cinematográfica                            | 13 de enero de 2024      | Mejor canción                                                                    | "Dance the Night"                                                                         | Nominada      | [ 248 ] |
| Premios de la Crítica Cinematográfica                            | 13 de enero de 2024      | Mejor canción                                                                    | "I'm Just Ken"                                                                            | Ganadora      | [ 248 ] |
| Premios de la Crítica Cinematográfica                            | 13 de enero de 2024      | Mejor canción                                                                    | "What Was I Made For?                                                                     | Nominada      | [ 248 ] |
| Premios de la Crítica Cinematográfica                            | 13 de enero de 2024      | Mejor maquillaje                                                                 | Barbie                                                                                    | Ganadora      | [ 248 ] |
| Premios de la Crítica Cinematográfica                            | 13 de enero de 2024      | Mejor comedia                                                                    | Barbie                                                                                    | Ganadora      | [ 248 ] |
| Florida Film Critics Circle                                      | 21 de diciembre de 2023  | Mejor reparto                                                                    | Barbie                                                                                    | Nominada      | [ 249 ] |
| Florida Film Critics Circle                                      | 21 de diciembre de 2023  | Mejor dirección de arte y diseño de producción                                   | Barbie                                                                                    | Nominada      | [ 249 ] |
| Premios Globo de Oro                                             | 7 de enero de 2024       | Mejor película - Comedia o musical                                               | Barbie                                                                                    | Nominada      | [ 250 ] |
| Premios Globo de Oro                                             | 7 de enero de 2024       | Logro cinematográfico y de taquilla                                              | Barbie                                                                                    | Ganadora      | [ 250 ] |
| Premios Globo de Oro                                             | 7 de enero de 2024       | Mejor actriz - Comedia o musical                                                 | Margot Robbie                                                                             | Nominada      | [ 250 ] |
| Premios Globo de Oro                                             | 7 de enero de 2024       | Mejor actor de reparto                                                           | Ryan Gosling                                                                              | Nominado      | [ 250 ] |
| Premios Globo de Oro                                             | 7 de enero de 2024       | Mejor director                                                                   | Greta Gerwig                                                                              | Nominada      | [ 250 ] |
| Premios Globo de Oro                                             | 7 de enero de 2024       | Mejor guion                                                                      | Greta Gerwig y Noah Baumbach                                                              | Nominados     | [ 250 ] |
| Premios Globo de Oro                                             | 7 de enero de 2024       | Mejor canción original                                                           | "Dance the Night" – Mark Ronson, Andrew Watt, Dua Lipa y Caroline Ailin                   | Nominada      | [ 250 ] |
| Premios Globo de Oro                                             | 7 de enero de 2024       | Mejor canción original                                                           | "I'm Just Ken" – Mark Ronson y Andrew Watt                                                | Nominada      | [ 250 ] |
| Premios Globo de Oro                                             | 7 de enero de 2024       | Mejor canción original                                                           | "What Was I Made For?" – Billie Eilish O'Connell y Finneas O'Connell                      | Ganadora      | [ 250 ] |
| Golden Trailer Awards                                            | 29 de junio de 2023      | Mejor avance                                                                     | Barbie teaser                                                                             | Ganador       | [ 251 ] |
| Premios Gotham                                                   | 27 de noviembre de 2023  | Mejor actuación de reparto                                                       | Ryan Gosling                                                                              | Nominado      | [ 252 ] |
| Premios Gotham                                                   | 27 de noviembre de 2023  | Tributo Global Icon & Creator                                                    | Barbie                                                                                    | Ganadora      | [ 253 ] |
| Premios Grammy                                                   | 4 de febrero de 2024     | Grabación del año                                                                | "What Was I Made For?" – Billie Eilish, Finneas O'Connell, Rob Kinelski y Chris Gehringer | Nominada      | [ 254 ] |
| Premios Grammy                                                   | 4 de febrero de 2024     | Canción del año                                                                  | "Dance the Night" – Caroline Ailin, Dua Lipa, Mark Ronson y Andrew Wyatt                  | Nominada      | [ 254 ] |
| Premios Grammy                                                   | 4 de febrero de 2024     | Canción del año                                                                  | "What Was I Made For?" – Billie Eilish O'Connell y Finneas O'Connell                      | Ganadora      | [ 254 ] |
| Premios Grammy                                                   | 4 de febrero de 2024     | Mejor interpretación pop solista                                                 | "What Was I Made For?" – Billie Eilish                                                    | Nominada      | [ 254 ] |
| Premios Grammy                                                   | 4 de febrero de 2024     | Mejor canción de rap                                                             | "Barbie World" – Isis Naija Gaston, Ephrem Louis Lopez Jr. y Onika Maraj                  | Nominada      | [ 254 ] |
| Premios Grammy                                                   | 4 de febrero de 2024     | Mejor recopilación de banda sonora para película, televisión u otro medio visual | Barbie the Album – Various Artists                                                        | Ganadora      | [ 254 ] |
| Premios Grammy                                                   | 4 de febrero de 2024     | Mejor álbum de banda sonora para medio visual                                    | Barbie – Mark Ronson y Andrew Wyatt                                                       | Nominada      | [ 254 ] |
| Premios Grammy                                                   | 4 de febrero de 2024     | Mejor canción escrita para medios visuales                                       | "Barbie World" – Isis Naija Gaston, Ephrem Louis Lopez Jr. y Onika Maraj                  | Nominada      | [ 254 ] |
| Premios Grammy                                                   | 4 de febrero de 2024     | Mejor canción escrita para medios visuales                                       | "Dance the Night" – Caroline Ailin, Dua Lipa, Mark Ronson y Andrew Wyatt                  | Nominada      | [ 254 ] |
| Premios Grammy                                                   | 4 de febrero de 2024     | Mejor canción escrita para medios visuales                                       | "I'm Just Ken" – Mark Ronson y Andrew Wyatt                                               | Nominada      | [ 254 ] |
| Premios Grammy                                                   | 4 de febrero de 2024     | Mejor canción escrita para medios visuales                                       | "What Was I Made For?" – Billie Eilish O'Connell y Finneas O'Connell                      | Ganadora      | [ 254 ] |
| Premios Grammy                                                   | 4 de febrero de 2024     | Mejor vídeo musical                                                              | "What Was I Made For?" – Billie Eilish, Michelle An, Chelsea Dodson y David Moore         | Nominada      | [ 254 ] |
| Hollywood Critics Association Midseason Film Awards              | 30 de junio de 2023      | Película más esperada                                                            | Barbie                                                                                    | Ganadora      | [ 255 ] |
| Premios de Música de Hollywood de Medios de Comunicación         | 15 de noviembre de 2023  | Mejor banda sonora original - Película de ciencia ficción/fantasía               | Mark Ronson y Andrew Wyatt                                                                | Nominados     | [ 256 ] |
| Premios de Música de Hollywood de Medios de Comunicación         | 15 de noviembre de 2023  | Mejor canción original                                                           | "I'm Just Ken" – Mark Ronson y Andrew Wyatt                                               | Nominada      | [ 256 ] |
| Premios de Música de Hollywood de Medios de Comunicación         | 15 de noviembre de 2023  | Mejor canción original                                                           | "What Was I Made For?" – Billie Eilish O'Connell y Finneas O'Connell                      | Ganadora      | [ 256 ] |
| Premios de Música de Hollywood de Medios de Comunicación         | 15 de noviembre de 2023  | Mejor canción – Actuación en pantalla                                            | "I'm Just Ken" – Ryan Gosling                                                             | Nominada      | [ 256 ] |
| Premios de Música de Hollywood de Medios de Comunicación         | 15 de noviembre de 2023  | Mejor álbum de banda sonora                                                      | Barbie the Album                                                                          | Ganadora      | [ 256 ] |
| IndieWire Critics Poll                                           | 11 de diciembre de 2023  | Mejor película                                                                   | Barbie                                                                                    | Noveno lugar  | [ 257 ] |
| IndieWire Critics Poll                                           | 11 de diciembre de 2023  | Mejor director                                                                   | Greta Gerwig                                                                              | Sexto lugar   | [ 257 ] |
| IndieWire Critics Poll                                           | 11 de diciembre de 2023  | Best Performance                                                                 | Ryan Gosling                                                                              | Séptimo lugar | [ 257 ] |
| IndieWire Critics Poll                                           | 11 de diciembre de 2023  | Mejor guion                                                                      | Barbie                                                                                    | Octavo lugar  | [ 257 ] |
| IndieWire Critics Poll                                           | 11 de diciembre de 2023  | Mejor fotografía                                                                 | Rodrigo Prieto                                                                            | Sexto lugar   | [ 257 ] |
| Asociación de Críticos de Cine de Los Ángeles                    | 10 de diciembre de 2023  | Mejor actor de reparto                                                           | Ryan Gosling                                                                              | Subcampeón    | [ 258 ] |
| Asociación de Críticos de Cine de Los Ángeles                    | 10 de diciembre de 2023  | Mejor diseño de producción                                                       | Sarah Greenwood                                                                           | Ganadora      | [ 258 ] |
| Asociación de Críticos de Cine de Los Ángeles                    | 10 de diciembre de 2023  | Mejor música                                                                     | Mark Ronson & Andrew Wyatt                                                                | Subcampeones  | [ 258 ] |
| Asociación de Críticos de Cine de Los Ángeles                    | 10 de diciembre de 2023  | Mejor fotografía                                                                 | Rodrigo Prieto                                                                            | Subcampeón    | [ 258 ] |
| MTV Video Music Awards                                           | 12 de septiembre de 2023 | Mejor música pop                                                                 | "Dance the Night"                                                                         | Nominada      | [ 259 ] |
| MTV Video Music Awards                                           | 12 de septiembre de 2023 | Mejor coreografía                                                                | "Dance the Night"                                                                         | Nominada      | [ 259 ] |
| MTV Video Music Awards                                           | 12 de septiembre de 2023 | Canción del verano                                                               | "Dance the Night"                                                                         | Nominada      | [ 260 ] |
| MTV Video Music Awards                                           | 12 de septiembre de 2023 | Canción del verano                                                               | "What Was I Made For?"                                                                    | Nominada      | [ 260 ] |
| MTV Video Music Awards                                           | 12 de septiembre de 2023 | Canción del verano                                                               | "Barbie World"                                                                            | Nominada      | [ 260 ] |
| National Board of Review                                         | 6 de diciembre de 2023   | 10 Películas más Destacadas                                                      | Barbie                                                                                    | Incluida      | [ 261 ] |
| National Board of Review                                         | 6 de diciembre de 2023   | Logro destacado en cinematografía                                                | Rodrigo Prieto                                                                            | Ganador       | [ 261 ] |
| Premios Saturn                                                   | 4 de febrero de 2024     | Mejor película de fantasía                                                       | Barbie                                                                                    | Nominada      | [ 262 ] |
| Premios Saturn                                                   | 4 de febrero de 2024     | Mejor director                                                                   | Greta Gerwig                                                                              | Nominada      | [ 262 ] |
| Premios Saturn                                                   | 4 de febrero de 2024     | Mejor guion                                                                      | Greta Gerwig y Noah Baumbach                                                              | Nominados     | [ 262 ] |
| Premios Saturn                                                   | 4 de febrero de 2024     | Mejor actriz                                                                     | Margot Robbie                                                                             | Ganadora      | [ 262 ] |
| Premios Saturn                                                   | 4 de febrero de 2024     | Mejor actor de reparto                                                           | Ryan Gosling                                                                              | Nominado      | [ 262 ] |
| Premios Saturn                                                   | 4 de febrero de 2024     | Mejor diseño de producción.                                                      | Sarah Greenwood                                                                           | Ganadora      | [ 262 ] |
| Premios Saturn                                                   | 4 de febrero de 2024     | Mejor música                                                                     | Mark Ronson y Andrew Wyatt                                                                | Nominados     | [ 262 ] |
| Premios Saturn                                                   | 4 de febrero de 2024     | Mejor vestuario                                                                  | Jacqueline Durran                                                                         | Ganadora      | [ 262 ] |
| Asociación de Críticos de Cine de San Luis                       | 17 de diciembre de 2023  | Mejor película                                                                   | Barbie                                                                                    | Nominada      | [ 263 ] |
| Asociación de Críticos de Cine de San Luis                       | 17 de diciembre de 2023  | Mejor director                                                                   | Greta Gerwig                                                                              | Nominada      | [ 263 ] |
| Asociación de Críticos de Cine de San Luis                       | 17 de diciembre de 2023  | Mejor actriz                                                                     | Margot Robbie                                                                             | Nominada      | [ 263 ] |
| Asociación de Críticos de Cine de San Luis                       | 17 de diciembre de 2023  | Mejor actor de reparto                                                           | Ryan Gosling                                                                              | Ganador       | [ 263 ] |
| Asociación de Críticos de Cine de San Luis                       | 17 de diciembre de 2023  | Mejor reparto                                                                    | Barbie                                                                                    | Nominada      | [ 263 ] |
| Asociación de Críticos de Cine de San Luis                       | 17 de diciembre de 2023  | Mejor guion original                                                             | Greta Gerwig y Noah Baumbach                                                              | Ganadores     | [ 263 ] |
| Asociación de Críticos de Cine de San Luis                       | 17 de diciembre de 2023  | Mejor diseño de producción                                                       | Sarah Greenwood y Katie Spencer                                                           | Ganadoras     | [ 263 ] |
| Asociación de Críticos de Cine de San Luis                       | 17 de diciembre de 2023  | Mejor diseño de vestuario                                                        | Jacqueline Durran                                                                         | Ganadora      | [ 263 ] |
| Asociación de Críticos de Cine de San Luis                       | 17 de diciembre de 2023  | Mejor banda sonora                                                               | Mark Ronson y Andrew Wyatt                                                                | Ganadores     | [ 263 ] |
| Asociación de Críticos de Cine de San Luis                       | 17 de diciembre de 2023  | Mejor comedia                                                                    | Barbie                                                                                    | Nominada      | [ 263 ] |
| Asociación de Críticos de Cine de San Luis                       | 17 de diciembre de 2023  | Mejor escena                                                                     | Gloria (America Ferrara)'s monologue on impossible standards for women                    | Nominada      | [ 263 ] |
| Premios de la Asociación de Críticos de Cine de Washington D. C. | 10 de diciembre de 2023  | Mejor película                                                                   | Barbie                                                                                    | Nominada      | [ 264 ] |
| Premios de la Asociación de Críticos de Cine de Washington D. C. | 10 de diciembre de 2023  | Mejor director                                                                   | Greta Gerwig                                                                              | Nominada      | [ 264 ] |
| Premios de la Asociación de Críticos de Cine de Washington D. C. | 10 de diciembre de 2023  | Mejor guion original                                                             | Greta Gerwig y Noah Baumbach                                                              | Nominados     | [ 264 ] |
| Premios de la Asociación de Críticos de Cine de Washington D. C. | 10 de diciembre de 2023  | Mejor actriz                                                                     | Margot Robbie                                                                             | Nominada      | [ 264 ] |
| Premios de la Asociación de Críticos de Cine de Washington D. C. | 10 de diciembre de 2023  | Mejor actor de reparto                                                           | Ryan Gosling                                                                              | Nominado      | [ 264 ] |
| Premios de la Asociación de Críticos de Cine de Washington D. C. | 10 de diciembre de 2023  | Mejor actuación juvenil                                                          | Ariana Greenblatt                                                                         | Nominada      | [ 264 ] |
| Premios de la Asociación de Críticos de Cine de Washington D. C. | 10 de diciembre de 2023  | Mejor reparto                                                                    | Barbie                                                                                    | Nominada      | [ 264 ] |
| Premios de la Asociación de Críticos de Cine de Washington D. C. | 10 de diciembre de 2023  | Mejor diseño de producción                                                       | Sarah Greenwood y Katie Spencer                                                           | Ganadores     | [ 264 ] |
| Premios de la Asociación de Críticos de Cine de Washington D. C. | 10 de diciembre de 2023  | Mejor fotografía                                                                 | Rodrigo Prieto                                                                            | Nominado      | [ 264 ] |
| Premios de la Asociación de Críticos de Cine de Washington D. C. | 10 de diciembre de 2023  | Mejor montaje                                                                    | Nick Houy                                                                                 | Nominado      | [ 264 ] |
| Premios People's Choice                                          | 18 de febrero de 2024    | Película del año                                                                 | Barbie                                                                                    | Ganadora      |         |
| Premios People's Choice                                          | 18 de febrero de 2024    | Película cómica del año                                                          | Barbie                                                                                    | Ganadora      |         |
| Premios People's Choice                                          | 18 de febrero de 2024    | Estrella de cine masculino del año                                               | Ryan Goslin                                                                               | Ganador       |         |
| Premios People's Choice                                          | 18 de febrero de 2024    | Estrella de cine femenina del año                                                | Margot Robbie                                                                             | Ganador       |         |
| Premios People's Choice                                          | 18 de febrero de 2024    | Estrella de cine de comedia del año                                              | Margot Robbie, Ryan Gosling                                                               | Nominado      |         |
| Premios People's Choice                                          | 18 de febrero de 2024    | Actuación cinematográfica del año                                                | America Ferrera                                                                           | Ganador       |         |
| Premios Óscar                                                    | 10 de marzo de 2024      | Mejor película                                                                   | David Heyman, Margot Robbie. Tom Ackerley y Robbie Brenner                                | Nominada      | [ 266 ] |
| Premios Óscar                                                    | 10 de marzo de 2024      | Mejor actor de reparto                                                           | Ryan Gosling                                                                              | Nominado      | [ 266 ] |
| Premios Óscar                                                    | 10 de marzo de 2024      | Mejor actriz de reparto                                                          | America Ferrera                                                                           | Nominada      | [ 266 ] |
| Premios Óscar                                                    | 10 de marzo de 2024      | Mejor guion adaptado                                                             | Greta Gerwig y Noah Baumbach                                                              | Nominada      | [ 266 ] |
| Premios Óscar                                                    | 10 de marzo de 2024      | Mejor diseño de producción                                                       | Sara Greenwood y Katie Spencer                                                            | Nominada      | [ 266 ] |
| Premios Óscar                                                    | 10 de marzo de 2024      | Mejor diseño de vestuario                                                        | Jacqueline Durrán                                                                         | Nominada      | [ 266 ] |
| Premios Óscar                                                    | 10 de marzo de 2024      | Mejor canción original                                                           | "I'm Just Ken" por Mark Ronson y Andrew Wyatt                                             | Nominada      | [ 266 ] |
| Premios Óscar                                                    | 10 de marzo de 2024      | Mejor canción original                                                           | "What Was I Made For?" por Billie Eilish y Finneas O'Connell                              | Ganadora      | [ 266 ] |
| 68.ª edición de los Premios Sant Jordi                           | 24 de abril de 2024      | Rosa de Sant Jordi a mejor película extranjera                                   | Barbie                                                                                    | Ganadora      | [ 267 ] |

## Temáticas y análisis
Barbie también se ha caracterizado por explorar temáticas sobre el existencialismo. Lucy Bord de la revista GQ escribió que la película "reflexiona sobre la idea misma de lo que nos hace humanos, la idea de 'el otro', si realmente existe algo así como la autonomía o si todos somos simplemente peones para ser recogidos y desechados cuando ya no somos útiles". Bord observó que, en la película, Barbie y Ken emprenden viajes de autodescubrimiento "opuestos pero iguales", después de aventurarse en el mundo real y enterarse de que es una sociedad patriarcal en oposición a la utopía matriarcal que es Barbieland, y quedar "atrapados en la mira de ser conscientes y el ideal de otra persona, luchando con el libre albedrío y las omnipresentes reglas predeterminadas sobre dónde ir y cómo actuar". En la revista Vogue India, Varya Srivastava aplicó los conceptos beauvoirianos de existencialismo e individualismo a Barbie, argumentando que "el individualismo te hace cuestionar las normas y expectativas sociales [...] Incluso para Barbie, esto se ha estado gestando durante un tiempo. Ella ha tratado de ser inclusiva y representativa. Ha tratado de reconocer la crítica feminista y ahora tiene oficios como presidenta, científica, médica. Pero la carga de ser un modelo a seguir en un mundo que cuestiona la moralidad y abraza la multiplicidad es demasiado. El existencialismo prospera en esa brecha entre lo que es y lo que debería ser".
Alissa Wilkinson de Vox Media comparó Barbieland con el Jardín del Edén bíblico, con Barbie y Ken como paralelos invertidos de Adán y Eva. Ella vio la primera impresión de Barbie y Ken "que de repente están cohibidos y conscientes de que los miran" en el mundo real como la versión del pecado original de la película.